# Хотково
Хотково (рус. Хотьково) град је у Русији у Московској области.

## Становништво
| 1959.  | 1970.  | 1979.  | 1989.  | 2002.  | 2010.  |
| ------ | ------ | ------ | ------ | ------ | ------ |
| 14.341 | 18.192 | 22.140 | 23.343 | 20.957 | 21.505 |